# Viareggio

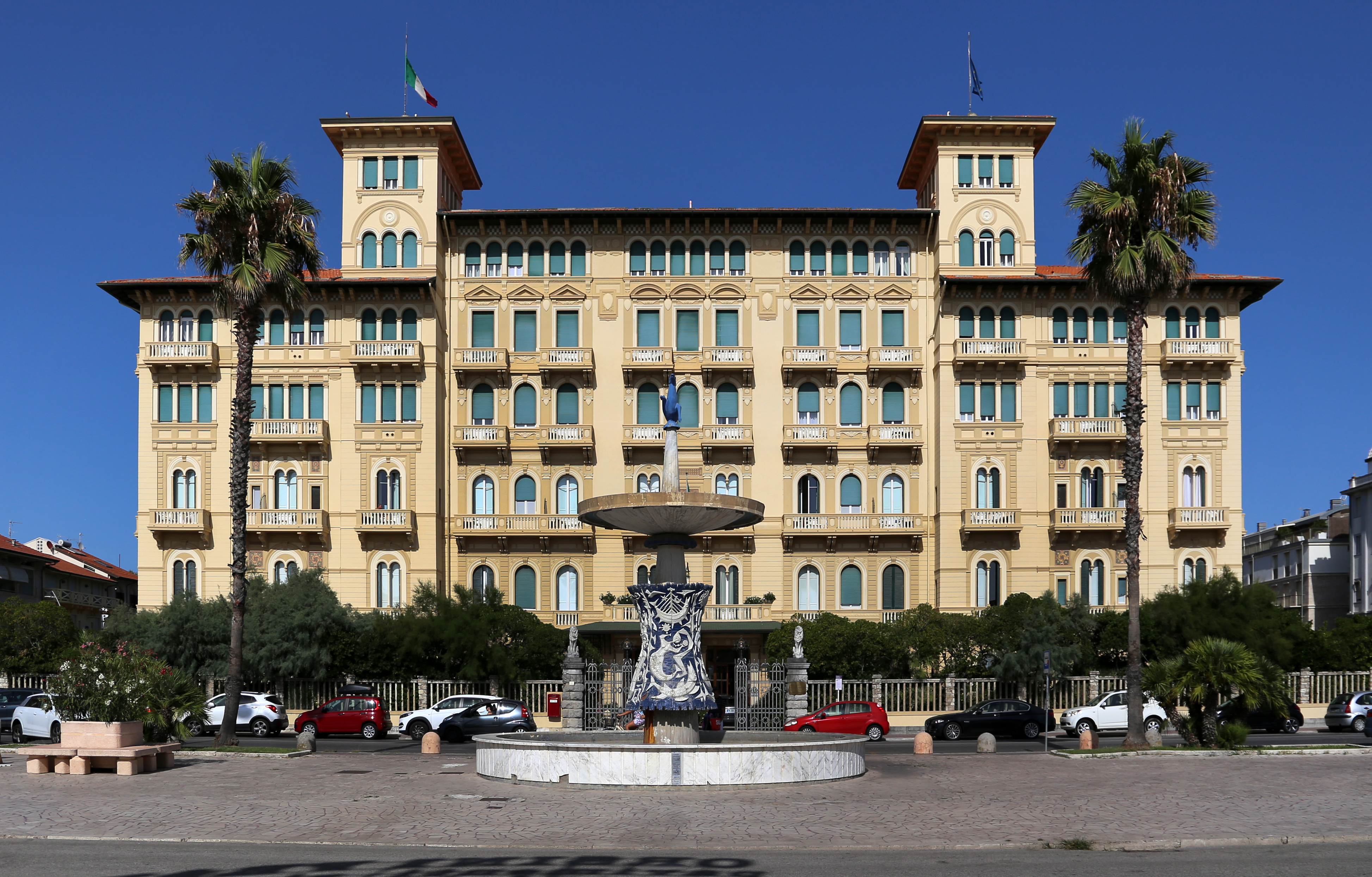
Fontanna przed hotelem Royal

Viareggio – miasto i gmina we Włoszech, w regionie Toskania, w prowincji Lukka. Według danych na rok 2009 gminę zamieszkiwało 64 081 osób, 2010,7 os./km².
Viareggio jest ośrodkiem przemysłowym (przemysł stoczniowy, rybołówstwo), rzemieślniczym oraz rolniczym (uprawa kwiatów), ponadto jest turystycznym kurortem nadmorskim. Odbywa się tutaj co roku Karnawał Viareggio, który gromadzi około 200 tys. uczestników. W mieście znajdują się zabytki architektury eklektycznej, art nouveau oraz art déco.
Teren miasta rozciąga się całkowicie na nizinie aluwialnej wybrzeża toskańskiego. Charakterystyka sejsmologiczna: poziom 3 (zagrożenie trzęsieniem ziemi niskie).

## Informacje ogólne
Burmistrzem miasta, od 31 maja 2015, jest Giorgio Del Ghingaro (druga kadencja)
- miasto jest siedzibą Oddziału Morskiego oraz Dowództwa Portu. Statki zarejestrowane w tutejszym oddziale są oznaczone literami: VG.
- Viareggio podlega pod oddział Azienda Sanitaria Locale (odpowiednik polskiego NFZ) nr 12 Versilia.
- dobra kulturalne i historyczne znajdują się pod kuratelą „Dyrekcji Zabytków Architektonicznych, Krajobrazowych, Dziedzictwa Historycznego, Artystycznego oraz Etnoantropologicznego Lukka i Massa Carrara”.
- miasto administracyjnie jest podzielone na 4 dzielnice.
- w mieście działa lokalne radio i telewizja o nazwie: Radio Versilia oraz Rete Versilia. Istnieją gazety o charakterze lokalnym lub mające lokalne dodatki: Corriere della Versilia, Il Tirreno i La Nazione.
- jedyną miejscowością przynależącą do gminy Viareggio jest Torre del Lago Puccini (ponad 11 tys. mieszkańców). Do pierwotnej nazwy Torre del Lago zostało dołączone słowo „Puccini”, by uczcić wielkiego włoskiego kompozytora Giacoma Pucciniego, który tutaj żył i stworzył wiele ze swych oper. Każdego roku w okresie letnim na jego cześć odbywa się Festiwal Puccini, w czasie którego są wystawiane opery w amfiteatrze. Torre del Lago jest słynne również z żeglarstwa, z licznych restauracji i dyskotek.

### Nazwa i herb miasta
Najszerzej przyjęta teoria głosi, że nazwa miasta pochodzi od łacińskiej nazwy Via Regis („Droga Króla”) – średniowiecznego gościńca, który łączył nabrzeżne obwarowania z Lukką. Według innych badaczy nazwa wywodzi się od Vicus Regius, które oznaczało małe osiedle (vicus) położone w granicach cesarstwa – stąd przymiotnik regius („królewski”).
Obecny herb miasta został ustanowiony w 1848 i przetrwał do dziś z niewielkimi modyfikacjami. Poprzedni pochodził z 1752 i przedstawiał św. Antoniego Padewskiego, pierwszego patrona miasta. W obecnym herbie miasta znajduje się kotwica ze sznurami umieszczona na tarczy o trzech kolorach: białym, czerwonym i zielonym. Viareggio było jednym z pierwszych miast, które posiadało trzykolorową flagę w swoim herbie.

## Geografia
Miasto jest usytuowane nad Morzem Tyrreńskim, posiada 10 km piaszczystej plaży, z których w sezonie letnim 6 km to kąpieliska płatne, a pozostałe 4 km są plażami bezpłatnymi (prawie cała plaża wzdłuż Rezerwatu Przyrody Migliarino-San Rossore-Massaciuccoli). Miasto sąsiaduje z miejscowościami: Camaiore, Massarosa i Vecchiano. Miejscowość od strony wschodniej jest położona nad jeziorem Massaciuccoli. Przez miasto przepływają kanały: Burlamacca, Farabola, Fossa dell’Abate (kanał ten stanowi granicę z Camaiore), Fosso Le Quindici i inne liczne kanały terenów bagnistych, które otaczają jezioro Massaciuccoli.
Klimat Viareggio charakteryzuje się wysoką wilgotnością (pomiędzy 60 a 80% wilgotności względnej w miesiącach letnich) i opadami deszczu 900–1000mm rocznie spowodowanych pasmem górskim Alp Apuańskich, które znajduje się w pobliżu wybrzeża. Główne wiatry wieją z kierunku południowo-wschodniego, ponadto mają tu miejsce wiatry o nazwach: Libeccio i Ponente, które wieją w kierunku wybrzeża przez kolejne dwa lub trzy dni powodując gwałtowne fale.
- Średnia temperatura roczna – 15 °C
- Średnia temperatura maksymalna roczna – 19,2 °C
- Średnia temperatura minimalna roczna – 11 °C
- Klasyfikacja klimatyczna – teren D, 1416 GR/G
- Wpływy atmosferyczne – niskie, Ibimet CNR 2002

## Historia

### Starożytność
Na terenie okalającym Viareggio, tak w części górzystej, jak i nizinnej znajdują się świadectwa aktywnej obecności ludności prehistorycznej. Z ostatnich badań archeologicznych wiadomo, iż teren wokół jeziora Massaciuccoli (łącznie z terenem San Rocchino i Migliariny na pograniczu obecnego miasta) od VIII w. p.n.e. był zamieszkiwany przez grupy Etrusków które prowadziły handel z mieszkańcami Ligurii osiadłych na terenach górzystych (teren dzisiejszych miast Camaiore i Massarosa). W III w. p.n.e. tereny górzyste zajęli Ligurzy Apuańscy. W 180 r. p.n.e. Rzymianie pokonali Ligurów Apuańskich i rozpoczęli kolonizację okolic (obecne tereny miast Massaciuccoli, Camaiore, Pietrasanta). W średniowieczu powstały pierwsze wioski na wzgórzach, z których wiele istnieje do dzisiejszego dnia. Teren, na którym w przyszłości powstało Viareggio był bagnisty i niezamieszkały. Około 1000 r. n.e. miały miejsce pierwsze walki pomiędzy Lukką a Pizą o kontrolę nad wybrzeżem wersiliańskim.
W ostatnim czasie zostały opublikowane pozycje książkowe, które podają nowe teorie na temat początków Viareggio. Dotyczą one hipotetycznych osad przedromańskich, z których z czasem powstało Viareggio. Teorie te bazują na odnalezionych na peryferiach Viareggio i terenach graniczących z miastem małych fragmentów ceramik oraz na historycznych dokumentach, które miałyby świadczyć o tej antycznej osadzie. Teorie te jednak mocno odbiegają od tradycyjnej historii wybrzeża wersiliańskiego (dużo bardziej udokumentowanej) i nie znajdują do dziś wystarczających dowodów, by je uznać za prawdziwe.

### Średniowiecze
Pierwsze wydarzenie historyczne dotyczące Viareggio sięga 1169, kiedy to powstała drewniana wieża straży przybrzeżnej. Dwa lata później został zbudowany budynek wojskowy, który otrzymał nazwę „Turris de Via Reggia” (Wieża z Ulicy Królewskiej) od nazwy ulicy, którą trzeba było przebyć, aby do niej dobrzeć (obecnie via Montramito). Teren Viareggio, w następnych latach, znalazł się pośrodku sporów pomiędzy Pizą a Lukką o dominację i kontrolę terenów nadbrzeżnych. Konflikt ten miał swoje źródło z jednej strony w dążeniu Lukki do posiadania dostępu do morza, a z drugiej strony w obawach Pizy przed konkurencją ekonomiczną rywala. W tych czasie feudałowie wersyliańscy byli zmuszeni abdykować na rzecz władców Castruccio Castracani. Teren ten, do 1400, stał się miejscem wojen, sporów, inwazji wojskowych oraz splądrowań oraz został dotknięty przez epidemię dżumy, która objęła całą Italię, a którą to opisał Giovanni Boccaccio w „Dekameronie”.

### Historia nowożytna

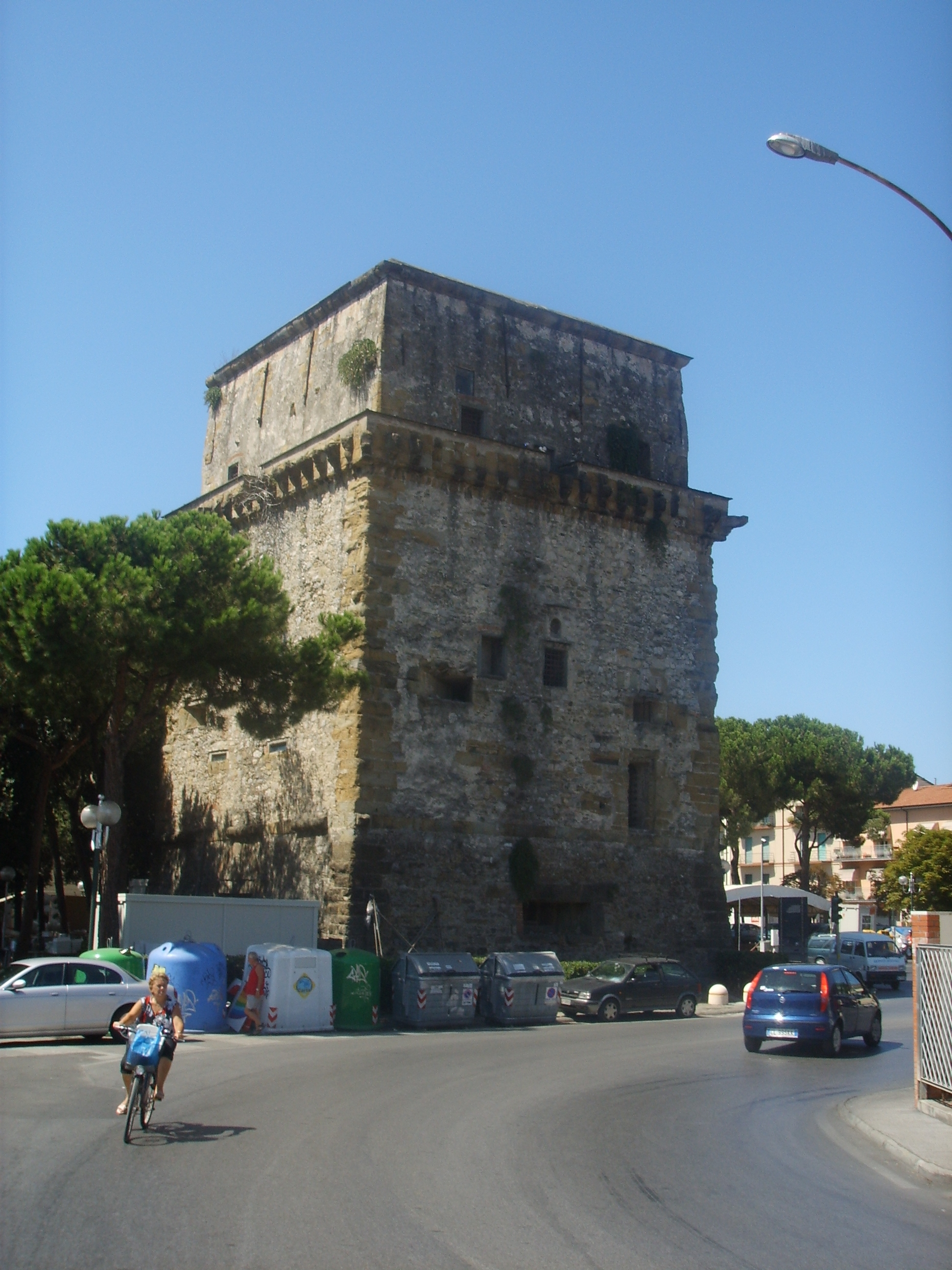
Torre Matilde

W XV wieku Florencja rozciągnęła kontrolę na teren całej Toskanii. Miastu Lukka i miejscowościom do niego należącym dzięki wielkim wysiłkom finansowym udało się zachować niepodległość. Na skutek polubownego wyroku Leona X, 10 września 1513, Lukka straciła kontrolę nad portem w Montrone. Wydarzenie to zwróciło zainteresowanie Lukki na Viareggio, by uczynić w tym miejscu centrum swojej gospodarki. Poza wybudowaniem nowej kwadratowej wieży, tzw. Torre Matilde, mającej chronić port, powstały pierwsze budynki przyszłego miasta.
W wieku XVI Viareggio zamieszkiwało prawie 300 mieszkańców. Malaria i epidemie śmiertelnych chorób spowodowały, iż życie rybaków i mieszkańców stało się bardzo uciążliwe. Lukka rozpoczęła proces osuszania bagien i zachęcała swoich mieszkańców do zamieszkania w nowej osadzie. Powstały dwa kościoły i dwie małe fabryki, wokół których zaczęły pojawiać się sklepy. Port stawał się coraz bardziej aktywny, a osuszane tereny stały się uprawne. W 1701 Viareggio otrzymało prawa miejskie, a w 1739 dzięki inżynierowi wodnemu Bernardino Zendrini teren bagnisty został całkowicie osuszony i szlachta z Lukki coraz częściej budowała tutaj swoje pałace.

### Czasy współczesne
W 1797 Napoleon Bonaparte ustanowił Republikę Cisalpińską. W 1799 po wielu potyczkach wojska cisalpińskie rozpoczęły oblężenie Lukki (6 stycznia zostało zajęte Viareggio). Po zakończeniu okupacji republik oligarchicznych odbyły się wybory, lecz słaby wynik jakobinów spowodował, iż doprowadzili oni do usunięcia rządu lukeńskiego i utworzenia rządu tymczasowego. Początkowo mieszkańcy Viareggio nie protestowali, a nawet wydawało się, iż akceptują nowe idee Francuzów. Później jednak wobec arogancji obcokrajowców, wrogości wobec katolicyzmu i miejscowych tradycji oraz rabunkowej gospodarce miasta, 6 maja wspierani przez mieszkańców pobliskich miast doprowadzili do powstania przeciwko milicji jakobińskiej. 7 maja przybyły z Livorno oddziały wojskowe aby stłumić zamieszki i zmusić rebeliantów do poddania się.
Viareggio zostało włączone do Cesarstwa Francuskiego i Lukka, jak i inne miasta, zostało przekształcone w księstwo, którego panowanie oddano w ręce Felice Bacioni, choć władza była faktycznie sprawowana przez starszą siostrę Napoleona – Elizę. Rządy Elizy charakteryzowały się niepopularnymi działaniami, jak np. przeciwko dziedzictwu kościelnemu. Także polityka finansowa była prowadzona w sposób nielegalny. Mimo to miały też miejsce działania o charakterze pozytywnym, jak np. przyjęcie Kodeksu Napoleona, przyjęcie systemu metrycznego, oraz wprowadzenie, w kwestii opieki zdrowotnej, obowiązkowego szczepienia przeciwko ospie. Rządy Elizy miały pozytywny wpływ na kwestię opieki zdrowotnej, dobroczynności i edukacji.
Po upadku Napoleona Viareggio stało się miejscem krwawych zajść. W marcu 1814 po upadku i ucieczce Baciocchiego, mieszkańcy Viareggio otwarcie zaprotestowali przeciwko Francuzom. Protesty te przemieniły się w akty zwykłego wandalizmu. Viareggio pozostawało pod zaborem austriackim aż do 1817, kiedy na kongresie wiedeńskim powierzono rządy w Księstwie Lukka – Marii Luizie Burbon Hiszpańskiej. W następnych latach nastąpiła odbudowa tego, co zostało utracone pod rządami Cesarstwa Napoleońskiego. Również nowe królestwo przyczyniło się do strukturalnej rozbudowy Viareggio, gdzie została wybudowana m.in. nowa przystań. Viareggio otrzymało prawa miejskie w 1820.
Po śmierci Marii Luizy (13 marca 1824) rządy objął Karol Ludwik Burbon, który znacznie przyczynił się do rozwoju miasta. Ufundował nowy kościół, kasyno oraz dwa pierwsze w historii miasta kąpieliska nadmorskie. 5 września 1847 Lukka została przejęta przez Toskanię a Viareggio stało się kurortem nadmorskim nie tylko dla mieszkańców Lukki, ale i dla całej Toskanii. W 1848 Viareggio ustanowiło swój herb. W tych latach Viareggio stało się też miejscem ucieczki uchodźców rewolucjonistów, którzy byli tolerowani przez lokalne władze. W tym okresie gospodarka Viareggio charakteryzowała się gwałtownym rozwojem, bowiem do istniejącej już branży związanej z kąpieliskami nadmorskimi dołączył także przemysł stoczniowy (budowano statki żaglowe). W międzyczasie miały miejsce pierwsze walki społeczne. Robotnicy zaczęli powoływać stowarzyszenia wzajemnej pomocy, a następnie angażowali się w pierwsze ruchy polityczne inspirowane przez anarchistów, socjalistów czy chrześcijan.
Na początku XX wieku Viareggio przeżywało znaczący rozwój nabrzeża i przemysłu nadmorskiego, który doprowadził do przebudowy znaczącego fragmentu wybrzeża. Powstała Passeggiata (Promenada) ze swoimi kawiarniami i sklepami. Miasto uzyskało tytuł Perły Morza Tyrreńskiego. Większość budynków była jednak wybudowana z drewna, które w 1917 w ciągu jednej nocy zostały strawione przez pożar. Mimo to drewno pozostawało powszechnie używanym budulcem aż do okresu faszyzmu, kiedy to zaczęto korzystać z innych materiałów budowlanych.
2 maja 1920 podczas meczu piłkarskiego Viareggio-Lukka karabinier zabił jednego z kibiców Viareggio (Augusto Morganti). Spowodowało to wybuch niezadowolenia społecznego mieszkańców Viareggio i doprowadziło do powstania i oblężenia siedziby karabinierów. Powstańcy ustanowili tzw. „Republikę Viareggio” bronioną przez „Gwardie Czerwone”, których celem było doprowadzenie do rewolucji. Do miasta został wysłany okręt wojenny i rebelianci zostali zmuszeni do ustąpienia, a dowódcy zostali osądzeni i skazani.
Podczas II wojny światowej Viareggio stało się celem ciężkich bombardowań. Niektóre dzielnice miasta w całości lub w dużej części zostały zniszczone. Po wojnie rozpoczęła się odbudowa. Pierwszym burmistrzem po wyzwoleniu został adwokat Corrado Ciompi, który stał na czele miasta od 18 lipca 1944 do 1 kwietnia 1946. W tym czasie rozpoczęła się budowa głównej alei miasta i został reaktywowany Karnawał (1946).

### Katastrofa kolejowa
29 czerwca 2009 o godzinie 23:48 pociąg towarowy złożony z 14 wagonów-cystern zawierających gaz LPG wykoleił się na skutek pęknięcia 35 leniej osi pierwszego wagonu stanowiącego własność GATX. Wskutek eksplozji, do której doszło, zginęły 32 osoby, a 25 osób odniosło rany.

## Religia

### Wyznanie katolickie

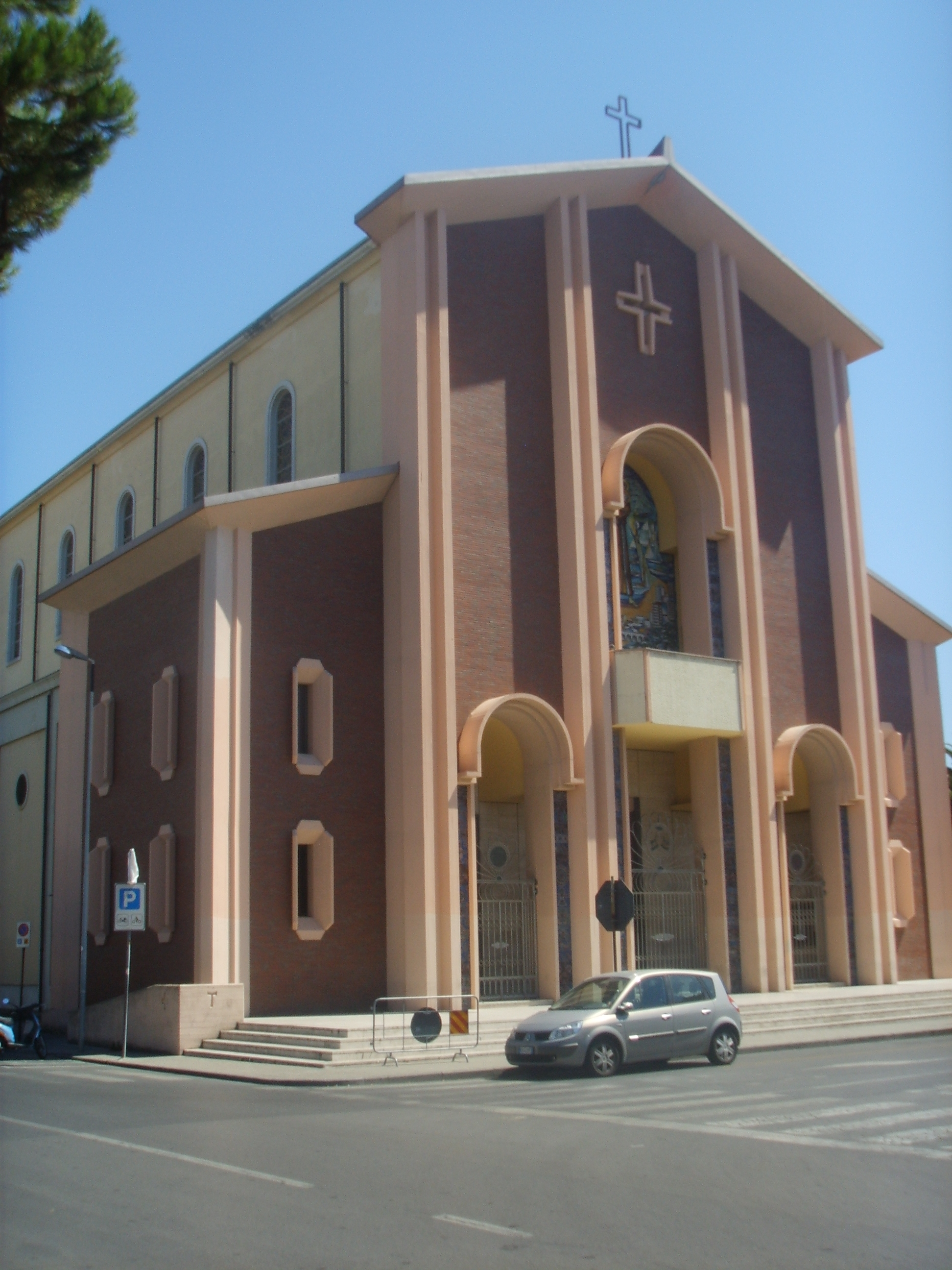
Kościół św. Antoniego w Viareggio

Patronką miasta jest Najświętsza Maryja Panna w tajemnicy Zwiastowania. Poprzednim patronem był św. Antoni Padewski. W sposób szczególny jest żywy pośród marynarzy kult Matki Bożej Bolesnej, o czym świadczą wota pozostawione w bazylice św. Andrzeja. W kościele św. Andrzeja są przechowywane relikwie św. Antoniego Marii Pucci (1819-1892).
30 maja 1894 Clelia Merloni pochodząca z miasta Forlì założyła tutaj Zgromadzenie Sióstr Apostołek Najświętszego Serca Jezusa, pracujące dziś głównie we Włoszech, Brazylii i w Stanach Zjednoczonych.
Viareggio należy do Archidiecezji Lucca i jest podzielone na następujące parafie:
- parafia pw. św. Andrzeja;
- parafia pw. św. Antoniego Padewskiego (obsługiwana przez polskich franciszkanów);
- parafia pw. św. Paulino;
- parafia pw. św. Jana Bosko;
- parafia pw. Matki Bożej Dobrej Rady;
- parafia pw. Wniebowzięcia NMP;
- parafia pw. Siedmiu Świętych Założycieli [Zakonu Serwitów];
- parafia pw. św. Rity;
- parafia pw. Narodzenia N.M.P.;
- parafia pw. Zmartwychwstania Pańskiego;
- parafia św. Józefa (Torre del Lago Puccini)

Ponadto w mieście znajdują się klasztory:
- Klasztor Sióstr Doroteuszek – siostry prowadzą szkołę św. Doroty (od 1897)
- Klasztor Braci Mniejszych (Franciszkanów) pw. św. Antoniego – od 2007 klasztor jest pod opieką polskich franciszkanów z Prowincji Wniebowzięcia NMP w Katowicach. Bracia prowadzą parafię św. Antoniego.
- Klasztor św. Andrzeja (Zakon Serwitów) – powstały w 1843 razem z parafią pod tym samym wezwaniem, którą prowadzą zakonnicy.
- Klasztor Sióstr Augustynianek.
- Klasztor Kapucynynów – w latach 60. XX wieku zakonnicy przekształcili stary budynek kolonialny w mały klasztor. Obecnie jest to siedziba Regionalnego Centrum Franciszkańskiego Zakonu Świeckich.
- Klasztor Sióstr „Mantellate” – siostry prowadzą szkołę.
- Klasztor Sióstr „Barbantine” – siostry prowadzą dom opieki.

Parafia św. Rity udostępniła budynki starego kościoła na tymczasowe mieszkanie dla Małych Sióstr Serca Jezusa.

### Inne wyznania chrześcijańskie oraz inne religie
Na początku XX wieku we Viareggio zamieszkiwała znaczna grupa anglików należąca do Kościoła Anglikańskiego. W 1910 został wybudowany kościół anglikański „Kościół Zbawiciela i Wszystkich Świętych”, a w 1912 cmentarz. Wspólnota z biegiem lat stawała się coraz mniejsza i ostatecznie zniknęła. Po wojnie kościół był w rękach Waldensów. W 1997 został zdesakralizowany i sprzedany. Obecnie znajduje się w nim pizzeria.
Od 1954 istnieje we Viareggio synagoga, gdzie sprawuje się nabożeństwa w okresie letnim. Służy ona miejscowej małej wspólnocie żydowskiej z Viareggio oraz turystom wyznania mojżeszowego. We Viareggio istnieje do dziś mały cmentarz żydowski.
Na skutek imigracji z krajów spoza UE wzrosła również grupa muzułmanów. Nie posiadają oni swojego miejsca kultu. W mieście znajduje się kilka rzeźni arabskich.
We Viareggio obecne są również inne wspólnoty religijne, pośród których najliczniejsza jest społeczność Świadków Jehowy (3 zbory: Viareggio Ovest – grupa rumuńskojęzyczna, Viareggio Sud, Viareggio Marco Polo – grupa portugalskojęzyczna), która posiada także swoje miejsce zebrań – Sala Królestwa Świadków Jehowy.
Od kilkudziesięciu lat w okresie letnim Hare Kriszna obchodzą na promenadzie święto Ratha Yatra na cześć Jagannatha.

## Kultura

### Karnawał
Po raz pierwszy Karnawał Viareggio odbył się w 1873. Centralnym punktem obchodów są przejazdy potężnych wozów karnawałowych wzdłuż głównej alei miasta. Od 1925 głównym budulcem alegorycznych figur znajdujących się na wozach jest masa papierowa. Oficjalnymi symbolami karnawału są postacie Burlamacco i Ondina zaprojektowane przez Uberto Bonetti w 1931 (imiona otrzymały w 1939). Od 1954 telewizja włoska RAI przeprowadza bezpośrednią transmisję z Karnawału. Od 2001 wozy są wykonywane w Miasteczku Karnawałowym, gdzie mają miejsce również spektakle, nie zawsze jednak bezpośrednio związane z karnawałem (m.in. występy znanych muzyków). W okresie karnawału odbywają się liczne imprezy towarzyszące o charakterze lokalnym, narodowym i międzynarodowym, jak np. Międzynarodowy Turniej Piłki Nożnej o „Puchar Karnawału”. Podczas imprez zostają przyznawane nagrody związane z Karnawałem we Viareggio. Podczas Karnawału odbywa się, od 2002, „Cittadella Jazz and more…” – festiwal muzyczny, oraz (od 2004) Festiwal Teatru i Piosenki „Giorgio Gaber”.

### Konkursy i festiwale
- Konkurs literacki „Viareggio Repaci” o nagrodę ufundowaną w 1929 przez Leonida Repaci, Alberto Colantuoni i Carlo Salsa.
- Międzynarodowy Konkurs „Artiglio” – ku czci nurków z Artiglio, konkurs przeznaczony dla płetwonurków.
- Nagroda „Sport Miasto Viareggio” – ustanowiona w 2001, przeznaczona dla sportowców i tych którzy pracują lub pracowali w branży sportowej.
- Nagroda „Viareggio Sport” – ustanowiona w 2005 na cześć Gherardo Cioé. Nagroda ma 5 kategorii, które dotyczą sportowców, dziennikarzy i innych osobowości związanych ze sportem.
- Festiwal Puccini (Torre del Lago) – od 1930 odbywa się każdego lata w miesiącach lipcu i sierpniu w amfiteatrze na brzegu jeziora Massaciuccoli.
- „EuropaCinema” – międzynarodowy festiwal filmowy poświęcony wyłącznie kinu europejskiemu. Powstał w 1984 w Rimini. Po czterech edycjach został przeniesiony do Bari (1988), by ostatecznie od 1989 znaleźć swoje miejsce we Viareggio.

### Folklor i tradycje
W tygodniu, który poprzedza 25 marca, odbywa się uroczystość Matki Bożej w tajemnicy Zwiastowania – patronki miasta. Uroczystość jest organizowana przez „Komitet Vecchia Viareggio”, w postaci „Targu Ciottorini”. Ciottorini to małe przedmioty artystyczne – zabawki i naczynia stołowe wykonane z ceramiki, niemal zawsze nie kolorowane oraz różne produkty rzemieślnicze. Targi w formie zmniejszonej odbywają się także na Piazza del Mercato Vecchio oraz na Piazza Raggianti, a kiedyś również na Piazza Grande (dziś Piazza Nieri e Paolini). Można na nich nabyć oprócz wspomnianych ciottorini produkty spożywcze typowe dla tego regionu, pozycje książkowe dotyczące historii tego regionu, wyroby rzemieślnicze i inne. Rysunek na plakacie poświęconemu temu wydarzeniu jest namalowany przez uczniów szkoły podstawowej i wyłoniony w drodze konkursu.
Baldorie (dosł. ucztowanie) jest dziękczynieniem za ustąpienie wielkiej epidemii cholery, która dotknęła ten teren w lipcu 1854. Od tamtego czasu istniała tradycja zapalania, 7 września wieczorem, ognisk na placach poszczególnych dzielnic. Obecnie palenie ognisk zostało zakazane przez władze lokalne.

### Wolontariat
We Viareggio są obecne liczne stowarzyszenia wolontariatu. Najważniejsze z nich to:
- „Czcigodne Bractwo Miłosierdzia (Misericordia)” – powstałe w 1826 jako „Towarzystwo Najświętszego Sakramentu i Miłości Chrześcijańskiej”, później jako „Towarzystwo Miłości Chrześcijańskiej (1838). Bractwo należy do Narodowej Federacji Włoskich „Misericordii”. Ma swoje korzenie w ruchu katolickim i obejmuje swym działaniem przede wszystkim opiekę sanitarną. Prowadzi także noclegownię dla ubogich.
- Opieka Publiczna „Croce Verde” (Zielony Krzyż) Viareggio – założona w 1877 najpierw jako „Stowarzyszenie ratunkowe i pomocy dla rozbitków morskich”, a następnie w 1896 przyłączona do Croce Verde. Wywodzi się z ruchów laickich, należy do Narodowego Stowarzyszenia Opieki Publicznej. Zajmuje się także obroną cywilną i opieką społeczną.

## Gospodarka
Gospodarkę Viareggio można podzielić na 3 sektory w kolejności ich znaczenia:
- rybołówstwo oraz handel kwiatami,
- przemysł stoczniowy oraz związana z nim produkcja,
- turystyka i handel.

W 1577 zostały wybudowane 2. przedłużenia Kanału Burlamacca. Wzdłuż jego brzegu zostały zbudowane pierwsze przystanie. W 1740 inżynier Bernardino Zendrini zbudował zaporę na kanale, która zapobiega wpływaniu wody morskiej do jeziora Massaciuccoli. W latach 1820–1823 Maria Luisa di Borbone, Spagna, księżna Lukki, wybudowała przystań – Darsena Lucca. Powstało również Małe Molo Zdrowia (Moletto Sanità) istniejące do dzisiaj w pobliżu Kościółka Rybaków. Kolejne przystanie powstawały w latach: 1871–1873 – Przystań Toskańska (Darsena Toscana), 1907–1911 – Przystań Włoska (Darsena Italia), 1938 – Przystań Imperium (Darsena Impero, przemianowana na Włoską). W latach siedemdziesiątych XX wieku powstały: Przystań Viareggio (później Darsena Nuova – Nowy Przystań), Przystań Matki Bożej (Darsena Della Madonnina), falochron (tzw. „małe molo”) oraz nowa latarnia morska. W porcie turystycznym Matki Bożej może cumować do 500 łodzi.
Pod względem turystycznym atrakcją Viareggio są plaże o drobnym i miękkim piasku, łagodnych stokach oraz płytkie wybrzeże. Pierwsze kąpieliska zostały otwarte w 1828.
W Viareggio istnieje główne targowisko przeznaczone dla sprzedaży detalicznej, oraz targowiska sprzedaży hurtowej: rybne, rolne (warzywa i owoce) oraz giełda kwiatowa.

### Transport
- samochodowy – we Viareggio krzyżują się autostrady: A11 (odgałęzienie autostrady prowadzącej z Florencji) z A12 – Autostradą Lazurową (Autostrada Azzura – prowadząca z Rzymu do granicy z Francją).
- kolejowy – w centrum miasta znajduje się stacja. Komunikacja kolejowa zapewnia połączenie miasta z Florencją, Genuą oraz Rzymem.
- autobusowy – regularne połączenia z miejscowościami Wersilii oraz wieloma miastami toskańskimi (Florencja, Piza, Lucca, Marina di Carrara).
- lotniczy – w odległości 25 km od Viareggio znajduje się Port Lotniczy „Galileo Galilei” w Pizie.

## Sport
Wydarzenia sportowe odbywające się w mieście:
- Turniej kolarski Wersilii
- Triatlon Wersilii
- Turniej pływacki „Mussi-Femiano-Lombardi”, rozgrywany od 1982 dla uczczenia policjantów zamordowanych przez terrorystów w Querceta, w Wersilii, od których pochodzi nazwa turnieju.
- Burla Beach Cup (frisbee)
- Viareggio-Bastia-Viareggio – regaty żeglarskie organizowane przez Klub Żeglarski Viareggio, Klub Jachtowy Livorno oraz Klub Żeglarski Bastia.
- Carnevultimate – Narodowy Turniej Ultimate Frisbee, będący częścią rozgrywek organizowanych przez Federację Włoską Flying Disc, a przygotowany przez lokalną drużynę Ultimate Pirates Viareggio.

Drużyny sportowe działające w Viareggio:
- Drużyna piłkarska Football Club Esperia Viareggio
- Hokej na wrotkach C.G.C. Viareggio
- Koszykówka: Vela Viareggio
- Halowa Piłka Nożna (drużyny 5-osobowe): A.S.D. Dream Team Viareggio C/5
- Piłka wodna: Versilia Sport, Associazione Nuoto Viareggio, Benfica pallanuoto Viareggio-Versilia
- Piłka nożna plażowa: Cavalieri del Mare
- Rugby: ASD Viareggio Rugby
- Ultimate Frisbee: Ultimate Pirates Viareggio

Do miejskich obiektów sportowych należą:
- Stadion “Torquado Bresciani”
- (Mały) Pałac Sportu Paolo Barsacchi
- Basen Miejski „Mussi-Lombardi-Femiano”
- Centrum sportowe „Vasco Zappelli”
- Hala sportowa „Petri”
- Centrum Sportowe Migliarina „Ilario Niccoli”
- Boisko piłkarskie “Del Chiaro”
- Boisko piłkarskie “A. Basalari”
- Boisko sportowe “L. Martini”
- Hala sportowa Ceser
- Plac sportowy – Torre del Lago Puccini
- Stadion “Ferracci”

## Znane osobistości związane z Viareggio
- Brunello Maffei – pisarz, scenarzysta
- Lorenzo Viani – malarz, pisarz, anarchista
- Uberto Bonetti – malarz, grafik futurystów
- Pierluigi Collina – były sędzia międzynarodowy, obecnie dyrektor sportowy AIA (Włoskie Stowarzyszenie Arbitrów)
- Marco Columbro – włoski aktor i showman
- Eugenio Fascetti – trener piłkarski
- Mario Francesconi – artysta, malarz, rzeźbiarz
- Franco Gabrielli – były dyrektor SISDE, obecnie prefekt Aquila
- Marcello Lippi – były trener drużyny narodowej Włoch
- Antonio Maria Pucci – kapłan, święty
- Mario Monicelli – reżyser
- Leonidas Repaci – pisarz
- Stefania Sandrelli – aktorka
- Renato Santini – malarz
- Giorgio Michetti – malarz
- Mario Tobino(inne języki) – pisarz, poeta i psychiatra
- Maria Valtorta – pisarka
- Vera Vassallo – partyzantka
- Percy Bysshe Shelley – poeta i pisarz
- Daniele Mannini – piłkarz
- Andrea Masiello – piłkarz
- Juliette Jolie – piosenkarka

## Polscy franciszkanie we Viareggio
W 1619 do miasta przybyli franciszkanie, którzy założyli parafię przy kościele Zwiastowania. W 1624 rozpoczęto budowę kościoła pw. św. Antoniego z Padwy. Św. Antoni stał się pierwszym patronem miasta, a sam kościół zyskał tytuł kościoła Matki Viareggio. 4 czerwca 1944 kościół i klasztor zostały zbombardowane; odbudowano je w 1951, jednak bez wieży z dzwonami, które umieszczone są dziś w jednej z kaplic bocznych kościoła.
1 października 2007, na prośbę prowincjała prowincji toskańskiej, do Viareggio przybyli franciszkanie z Prowincji Wniebowzięcia NMP w Katowicach Panewnikach, obejmując klasztor i parafię. Oficjalne wprowadzenie miało miejsce 14 października 2007, podczas uroczystej mszy św. Polscy franciszkanie oprócz pracy duszpasterskiej prowadzonej w tutejszej parafii służą pomocą okolicznym parafiom. Jeden z członków wspólnoty franciszkańskiej pełni funkcję kapelana w pobliskim szpitalu „Versilia”.

## Miasta partnerskie
- San Benedetto del Tronto
- Palmi
- Bastia
- Kunshan
- Acireale